# Schömbach
Schömbach ist ein weilerartiger Ortsteil von Langenleuba-Niederhain im Landkreis Altenburger Land in Thüringen. Er wurde am 1. Juli 1950 nach Neuenmörbitz eingemeindet und kam mit diesem am 1. Juni 1965 zu Langenleuba-Niederhain.

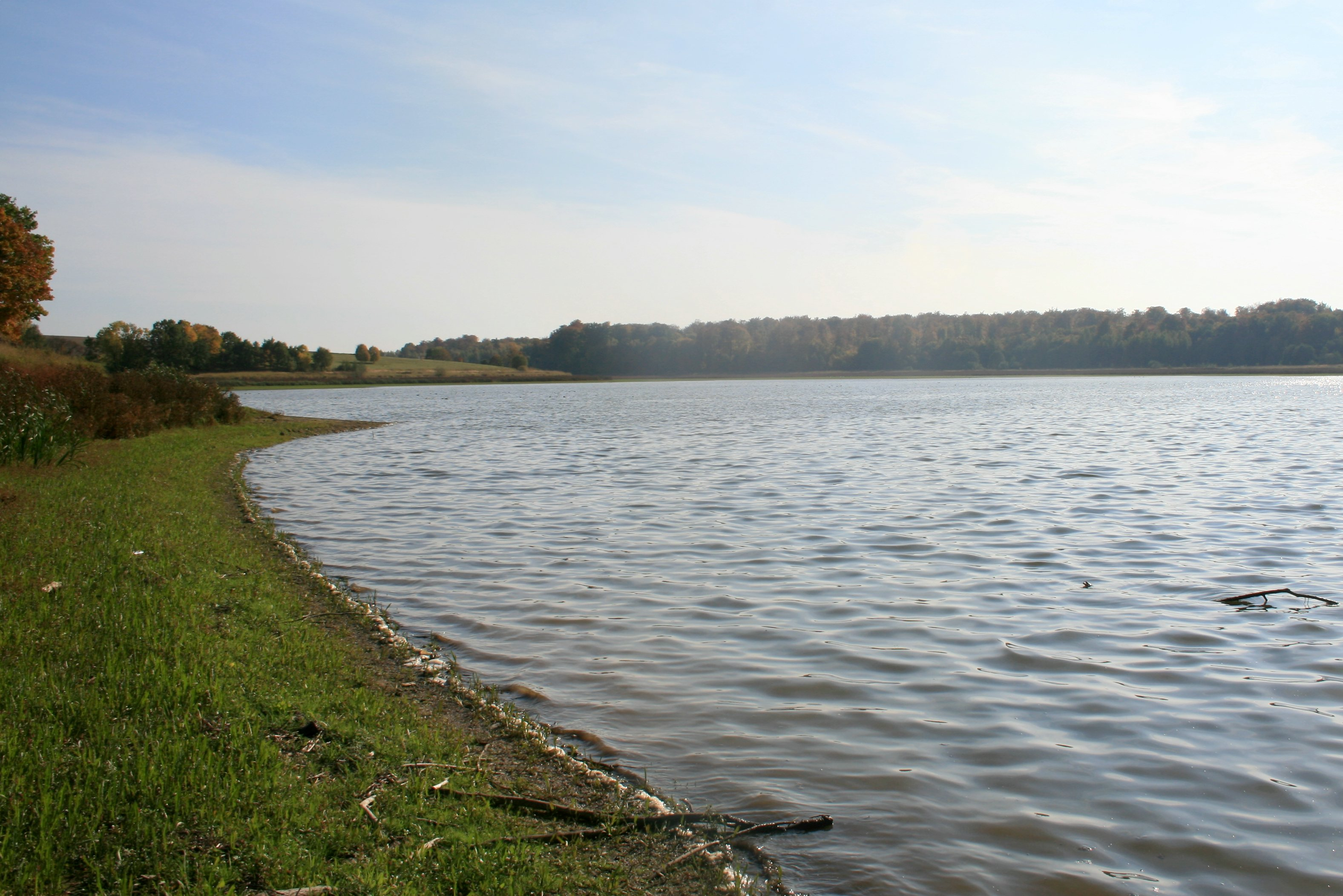
Talsperre Schömbach

## Lage
Schömbach befindet sich im östlichen Zipfel des Altenburger Lands an der thüringisch-sächsischen Grenze, die den Ort im Norden und Osten begrenzt. Die Bundesstraße 95 führt im Osten am Ort vorbei. Westlich liegt die Talsperre Schömbach, die von der Wiera, der Leuba und den Fließgewässern des Leinawaldes gespeist wird.

## Geschichte
Im Jahr 1336 wurde das Dorf erstmals urkundlich erwähnt. Das Dorf war und ist landwirtschaftlich geprägt. Historisch gehörte es zum wettinischen Amt Altenburg, welches ab dem 16. Jahrhundert aufgrund mehrerer Teilungen im Lauf seines Bestehens unter der Hoheit folgender Ernestinischer Herzogtümer stand: Herzogtum Sachsen (1554 bis 1572), Herzogtum Sachsen-Weimar (1572 bis 1603), Herzogtum Sachsen-Altenburg (1603 bis 1672), Herzogtum Sachsen-Gotha-Altenburg (1672 bis 1826). Bei der Neuordnung der Ernestinischen Herzogtümer im Jahr 1826 kam der Ort wiederum zum Herzogtum Sachsen-Altenburg.
Nach der Verwaltungsreform im Herzogtum gehörte er bezüglich der Verwaltung zum Ostkreis (bis 1900) bzw. zum Landratsamt Altenburg (ab 1900). 1910 hatte Schömbach 167 Einwohner. Das Dorf gehörte ab 1918 zum Freistaat Sachsen-Altenburg, der 1920 im Land Thüringen aufging. 1922 kam es zum Landkreis Altenburg.
Am 1. Juli 1950 wurde Schömbach nach Neuenmörbitz eingemeindet, welches wiederum am 1. Juni 1965 nach Langenleuba-Niederhain eingemeindet wurde. Zwischen 1967 und 1972 wurde ein Teil des Dorfes für den Bau der Talsperren Schömbach abgetragen und dadurch das Dorf wesentlich verkleinert, weshalb es heute nur noch eine weilerartige Größe hat. Bei der zweiten Kreisreform in der DDR wurden 1952 die bestehenden Länder aufgelöst und die Landkreise neu zugeschnitten. Somit kam der Ort mit dem Kreis Altenburg zum Bezirk Leipzig. Bei der Neubildung der Länder 1990 kam Schömbach wie der Landkreis Altenburg wieder zu Thüringen. Seit der Kreisreform 1994 gehört der Ort zum Landkreis Altenburger Land. Heute wohnen 35 Personen im Ort.
Am Zugang der begehbaren Staumauer der Talsperre Schömbach befinden sich neuere Infotafeln, die über den Talsperrenbau und den Teilabriss des Dorfes Schömbach berichten (Stand 2023).

## Sehenswürdigkeiten
- Landschaftsschutzgebiet / Vogelschutzgebiet an der Talsperre Schömbach bei Neuenmörbitz
- ehemalige Straße durch die Talsperre bei Neuenmörbitz
- alte Bauerngüter (Vierseithöfe) in Schömbach und Neuenmörbitz
- begehbare Staumauer mit Infotafeln zur Talsperre Schömbach sowie Wegestein mit kursächsischem Wappen (Kopie) in Altmörbitz

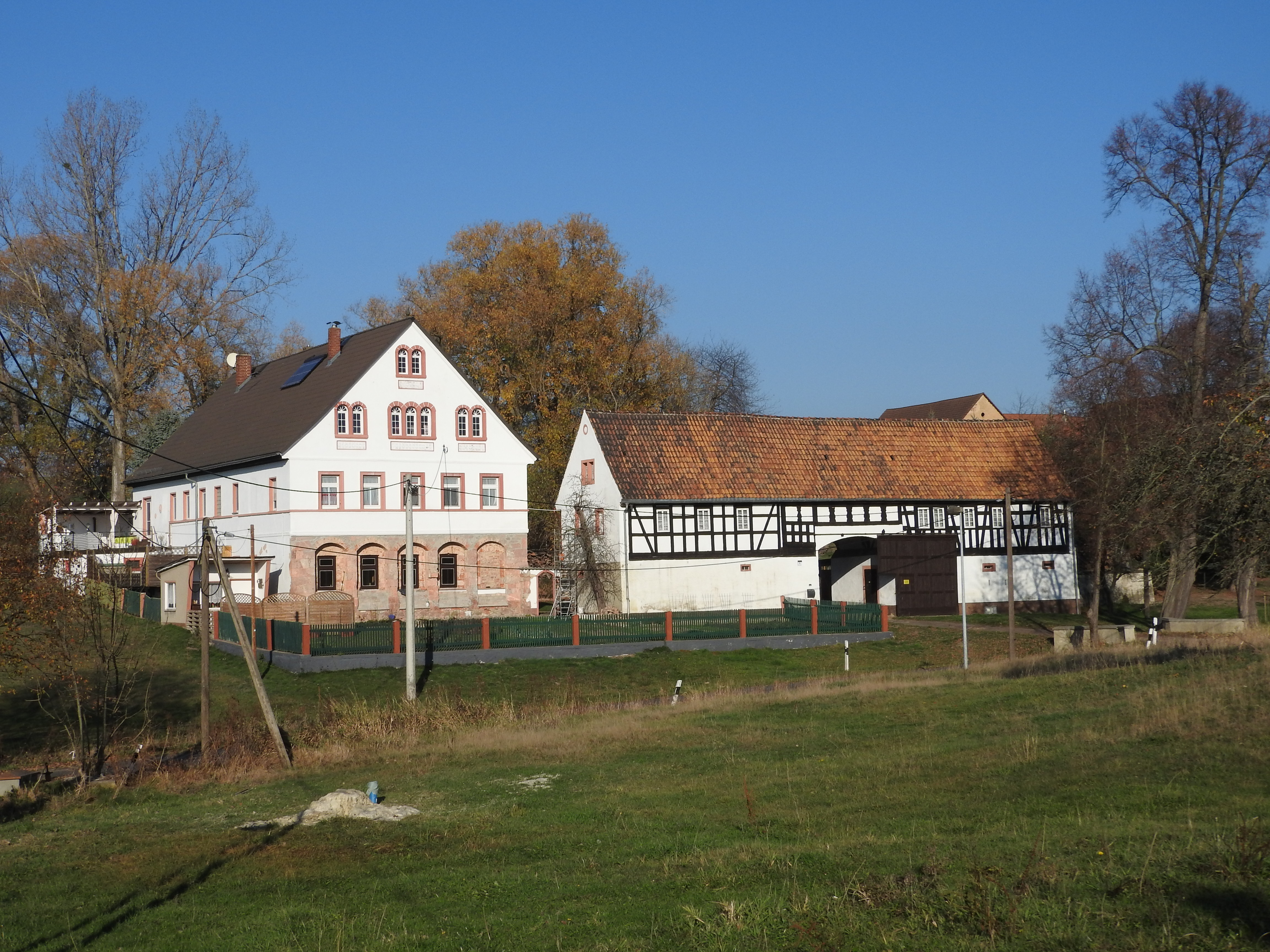
Bauerngut (Vierseithof) in Schömbach
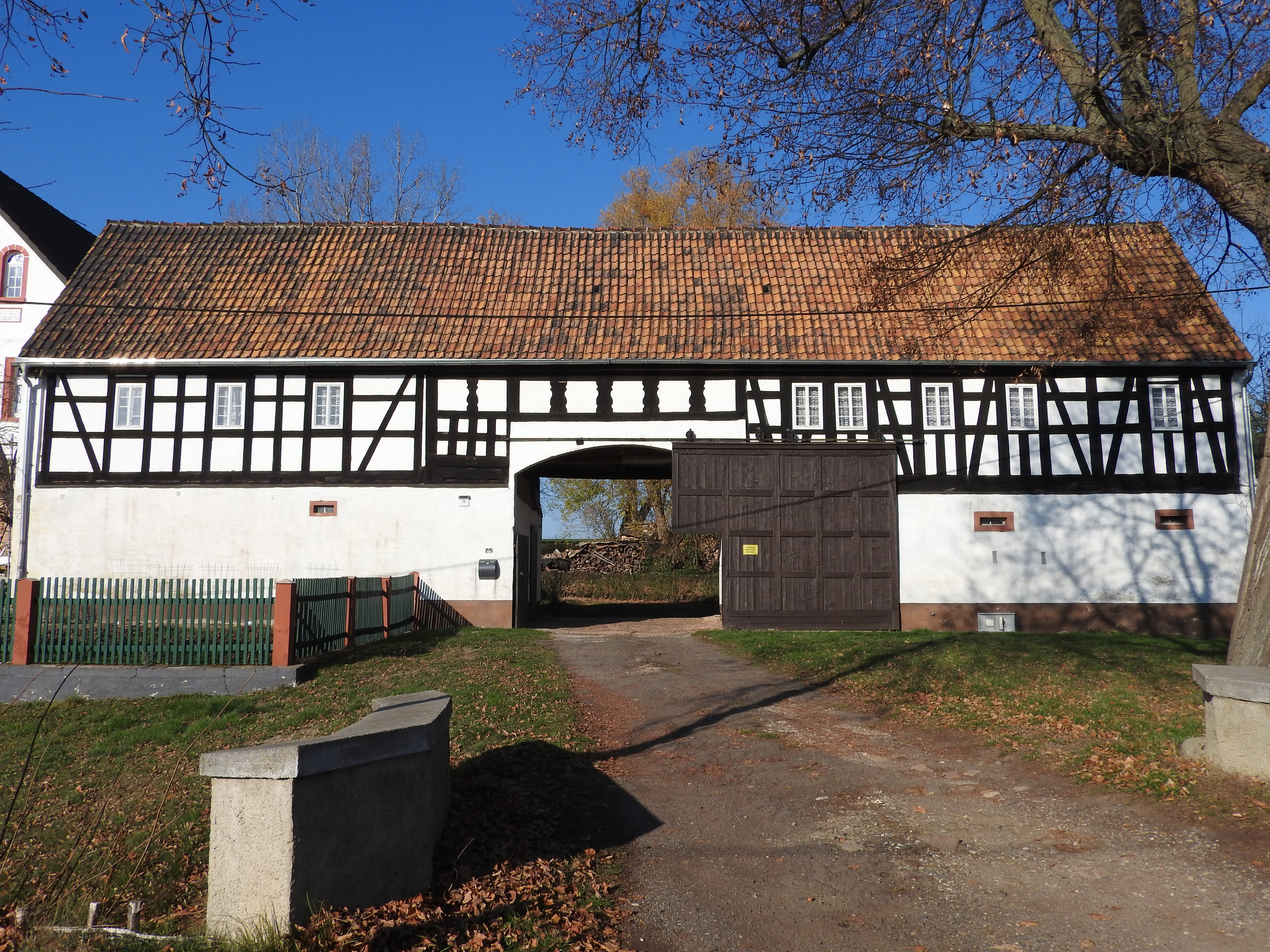
ebensolcher, Detail
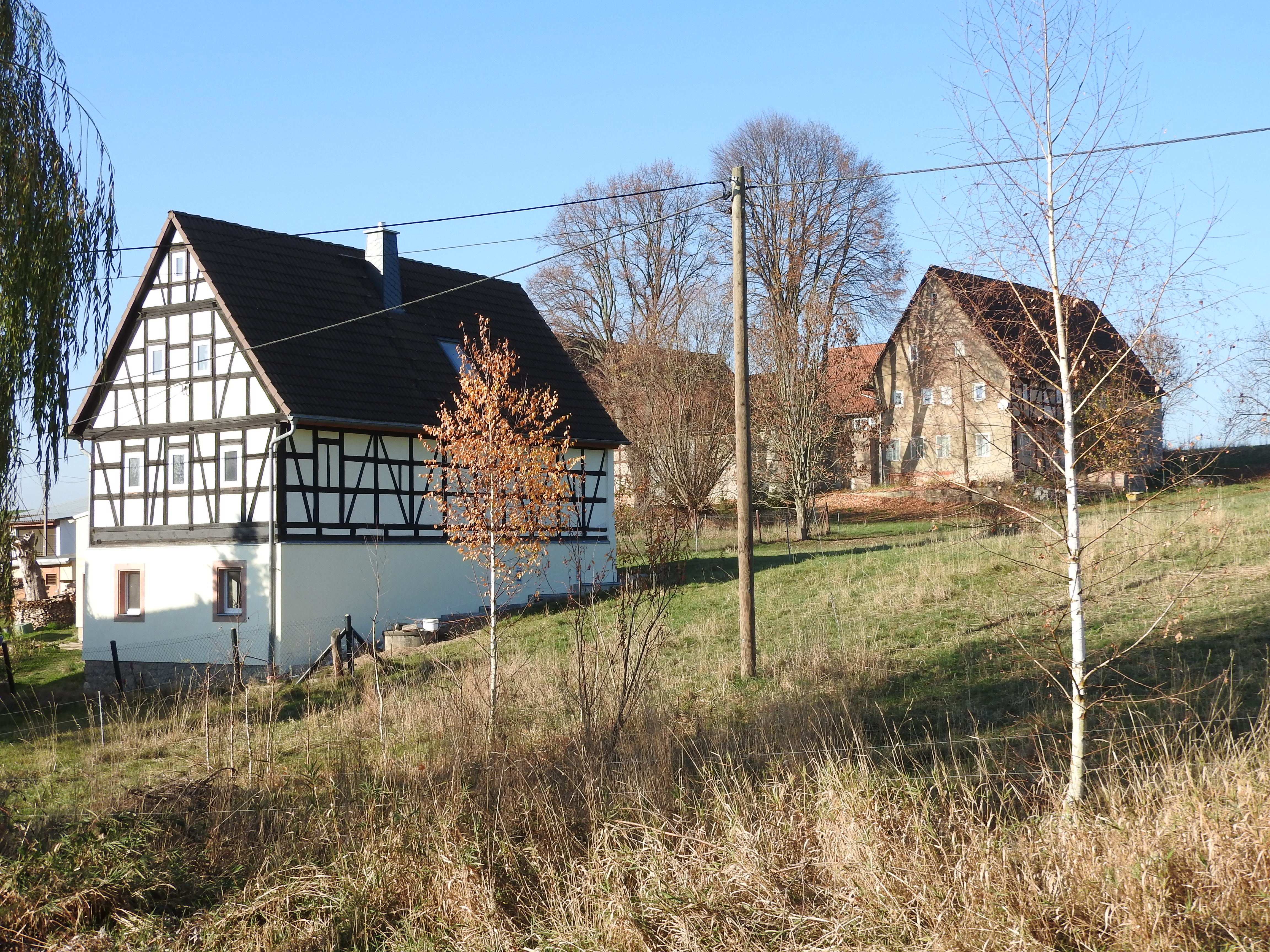
Fachwerkhaus in Schömbach

## Persönlichkeiten
- Joachim Hermann Luger (* 1943), Schauspieler